# Electrocuting an Elephant
Electrocuting an Elephant er en amerikansk stumfilm fra 1903 af Edwin S. Porter.